# Min Woo-hyuk
Park Sung-hyuk (Hangul: 박성혁) más conocido como Min Woo-hyuk (Hangul: 민우혁), es un actor musical, cantante y actor surcoreano.

## Biografía
Es amigo del comediante Kim Je-dong.
El 11 de noviembre del 2012 se casó con la cantante Lee Se-mi (exmiembro de "LPG"), la pareja le dio la bienvenida a su primer hijo, Eden en el 2015 Más tarde se anunció que Semi había experimentado dos abortos involuntarios. Finalmente en diciembre del 2019 la pareja anunció que estaban esperando a su segundo bebé, una niña a la que llamarán Park Sarang, a quien le dieron al bienvenida el 6 de marzo del 2020.

## Carrera
Es miembro de la agencia "Curo Holding" (큐로홀딩스 컬쳐사업부).
En el 2002 debutó como actor de teatro.
En septiembre del 2018 se unió al elenco recurrente de la serie The Third Charm donde dio vida al doctor Shin Ho-chul, un médico cirujano plástico.
El 27 de noviembre del 2019 se unió al elenco de la serie People with Flaws donde interpretó a Joo Won-jae, el hermano mayor de Joo Seo-yeo, (Oh Yeon-seo), Joo Won-suk (Cha In-ha) y Joo Seo-joon (Kim Jae-yong), un hombre que al inicio busca casarse en lugar de encontrar un empleo, sin embargo cambia cuando conoce a Lee Kang-hee (Hwang Woo-seul-hye), hasta el final de la serie el 16 de enero de 2020.

## Filmografía

### Series de televisión
| Año     | Título                                 | Personaje        | Notas              |
| ------- | -------------------------------------- | ---------------- | ------------------ |
| 2012    | Holy Land (홀리랜드)                   | Hwang Seok-goo   |                    |
| 2012    | The Thousandth Man (천 번째 남자)      | Han Dong-il      |                    |
| 2012    | Vampire Prosecutor 2 (뱀파이어 검사 2) | Kim Jin-ha       | ep. #4             |
| 2018    | The Third Charm                        | Dr. Shin Ho-chul |                    |
| 2019-20 | People with Flaws                      | Joo Won-jae      | 32 episodios       |
| 2022    | If You Wish Upon Me                    | Pyo Gyu-tae      | Aparición especial |
| 2023    | Doctora Cha                            | Roy Kim          | [ 12 ] [ 13 ]      |

### Programas de variedades
| Año        | Programa                   | Notas                                                            |
| ---------- | -------------------------- | ---------------------------------------------------------------- |
| 2017       | Life Bar                   | (ep. #51) - invitado                                             |
| 2017-18    | Mr. House Husband Season 2 | (ep. #20–21, 23–29, 31–35, 37–39, 41–50, 52–57, 59–60) - miembro |
| 2017, 2019 | Video Star: Season 1       | (ep. #71, 154) - invitado                                        |
| 2019       | Happy Together Season 4    | (ep. #588) - invitado                                            |
| 2020       | The Return of Superman     | (ep. #331) - invitado                                            |
| 2020       | King of Mask Singer        | (ep. #267-268) - concursó como "Voice Killer"                    |
| 2021       | The House Detox            | (ep. #49) - invitado                                             |

### Musicales
| Año  | Título                                        | Personaje                      | Notas               |
| ---- | --------------------------------------------- | ------------------------------ | ------------------- |
| 2019 | A Better Tomorrow                             | -                              | junto a Han Ji-sang |
| 2019 | Dr Jekyll and Mr Hyde (지킬 박사와 하이드 씨) | 헨리 지킬 / 에드워드 하이드 역 |                     |
| 2018 | Frankenstein (프랑켄슈타인)                   | 빅터 프랑켄슈타인 역           |                     |
| 2017 | Ben-Hur: A Tale of the Christ (벤허)          | 메셀라 역                      |                     |
| 2016 | Monster (아이다)                              | 라다메스 역                    |                     |
| 2016 | Wicked (위키드)                               | 피에로 역                      |                     |
| 2015 | Les Misérables (레미제라블)                   | 앙졸라 역                      |                     |
| 2015 | 너에게 빛의 속도로 간다                       | 김건덕 역                      |                     |
| 2015 | 쓰루더도어                                    | 카일 역                        |                     |
| 2014 | 총각네 야채가게                               | 민석 역                        |                     |
| 2014 | 사랑하니까                                    | 강동찬 역                      |                     |
| 2014 | Finding Mr. Destiny (김종욱 찾기)             | 그 남자 & 김종욱 역            |                     |
| 2014 | Full House (풀 하우스)                        | 강민혁 역                      |                     |
| 2013 | 젊음의 행진                                   | 교생 역                        |                     |
| 2011 | Youth's March                                 | -                              |                     |